# Carex wawuensis
Carex wawuensis là một loài thực vật có hoa trong họ Cói. Loài này được W.M.Chu ex S.Yun Liang mô tả khoa học đầu tiên năm 1999.